# Temporada 1979 de las Grandes Ligas de Béisbol
La Temporada 1979 de las Grandes Ligas de Béisbol comenzó el 9 de abril y finalizó cuando Pittsburgh Pirates derrotó en 7 juegos a
Baltimore Orioles en la Serie Mundial.

## Premios y honores
- MVP
  - Don Baylor, California Angels (AL)
  - Keith Hernández, St. Louis Cardinals (NL)
  - Willie Stargell, Pittsburgh Pirates (NL)
- Premio Cy Young
  - Mike Flanagan, Baltimore Orioles (AL)
  - Bruce Sutter, Chicago Cubs (NL)
- Novato del año
  - John Castino, Minnesota Twins (AL)
  - Alfredo Griffin, Toronto Blue Jays (AL)
  - Rick Sutcliffe, Los Angeles Dodgers (NL)

## Temporada Regular
Liga Americana
| División Este     | División Este | División Este | División Este | División Este | División Este | División Este |
| Equipo            | V             | D             | CTE           | JD            | LOCAL         | VISITA        |
| ----------------- | ------------- | ------------- | ------------- | ------------- | ------------- | ------------- |
| Baltimore Orioles | 102           | 57            | 0.642         | —             | 55–24         | 47–33         |
| Milwaukee Brewers | 95            | 66            | 0.590         | 8             | 52–29         | 43–37         |
| Boston Red Sox    | 91            | 69            | 0.569         | 11½           | 51–29         | 40–40         |
| New York Yankees  | 89            | 71            | 0.556         | 13½           | 51–30         | 38–41         |
| Detroit Tigers    | 85            | 76            | 0.528         | 18            | 46–34         | 39–42         |
| Cleveland Indians | 81            | 80            | 0.503         | 22            | 47–34         | 34–46         |
| Toronto Blue Jays | 53            | 109           | 0.327         | 50½           | 32–49         | 21–60         |

| División Oeste     | División Oeste | División Oeste | División Oeste | División Oeste | División Oeste | División Oeste |
| Equipo             | V              | D              | CTE            | JD             | LOCAL          | VISITA         |
| ------------------ | -------------- | -------------- | -------------- | -------------- | -------------- | -------------- |
| California Angels  | 88             | 74             | 0.543          | —              | 49–32          | 39–42          |
| Kansas City Royals | 85             | 77             | 0.525          | 3              | 46–35          | 39–42          |
| Texas Rangers      | 83             | 79             | 0.512          | 5              | 44–37          | 39–42          |
| Minnesota Twins    | 82             | 80             | 0.506          | 6              | 39–42          | 43–38          |
| Chicago White Sox  | 73             | 87             | 0.456          | 14             | 33–46          | 40–41          |
| Seattle Mariners   | 67             | 95             | 0.414          | 21             | 36–45          | 31–50          |
| Oakland Athletics  | 54             | 108            | 0.333          | 34             | 31–50          | 23–58          |

Liga Nacional  
| División Este         | División Este | División Este | División Este | División Este | División Este | División Este |
| Equipo                | V             | D             | CTE           | JD            | LOCAL         | VISITA        |
| --------------------- | ------------- | ------------- | ------------- | ------------- | ------------- | ------------- |
| Pittsburgh Pirates    | 98            | 64            | 0.605         | —             | 48–33         | 50–31         |
| Montreal Expos        | 95            | 65            | 0.594         | 2             | 56–25         | 39–40         |
| St. Louis Cardinals   | 86            | 76            | 0.531         | 12            | 42–39         | 44–37         |
| Philadelphia Phillies | 84            | 78            | 0.519         | 14            | 43–38         | 41–40         |
| Chicago Cubs          | 80            | 82            | 0.494         | 18            | 45–36         | 35–46         |
| New York Mets         | 63            | 99            | 0.389         | 35            | 28–53         | 35–46         |

| División Oeste       | División Oeste | División Oeste | División Oeste | División Oeste | División Oeste | División Oeste |
| Equipo               | V              | D              | CTE            | JD             | LOCAL          | VISITA         |
| -------------------- | -------------- | -------------- | -------------- | -------------- | -------------- | -------------- |
| Cincinnati Reds      | 90             | 71             | 0.559          | —              | 48–32          | 42–39          |
| Houston Astros       | 89             | 73             | 0.549          | 1½             | 52–29          | 37–44          |
| Los Angeles Dodgers  | 79             | 83             | 0.488          | 11½            | 46–35          | 33–48          |
| San Francisco Giants | 71             | 91             | 0.438          | 19½            | 38–43          | 33–48          |
| San Diego Padres     | 68             | 93             | 0.422          | 22             | 39–42          | 29–51          |
| Atlanta Braves       | 66             | 94             | 0.412          | 23½            | 34–45          | 32–49          |

## Postemporada
|  | Campeonato de la Liga | Campeonato de la Liga | Campeonato de la Liga |   |    | Serie Mundial     | Serie Mundial | Serie Mundial |
|  |                       |                       |                       |   |    |                   |               |               |
|  | Este                  | Baltimore Orioles     | 3                     |   |    |                   |               |               |
|  | Oeste                 | California Angels     | 1                     |   |    |                   |               |               |
|  |                       |                       |                       |   | AL | Baltimore Orioles | 3             |               |
|  |                       | NL                    | Pittsburgh Pirates    | 4 |    |                   |               |               |
|  | Este                  | Pittsburgh Pirates    | 3                     |   |    |                   |               |               |
|  | Oeste                 | Cincinnati Reds       | 0                     |   |    |                   |               |               |

|                                          |
| Campeón Pittsburgh Pirates Quinto Título |

## Líderes de la liga

### Liga Americana
Líderes de Bateo 
| Categoría           | Jugador       | Equipo | Marca |
| ------------------- | ------------- | ------ | ----- |
| Porcentaje de bateo | Fred Lynn     | BOS    | .333  |
| Cuadrangulares      | Gorman Thomas | MIL    | 45    |
| Carreras Impulsadas | Don Baylor    | CAL    | 139   |
| Carreras Anotadas   | Don Baylor    | CAL    | 120   |
| Hits                | George Brett  | KCR    | 212   |
| Robo de Bases       | Willie Wilson | KCR    | 83    |

Líderes de Pitcheo 
| Categoría         | Jugador         | Equipo | Marca |
| ----------------- | --------------- | ------ | ----- |
| Victorias         | Mike Flanagan   | BAL    | 23    |
| Derrotas          | Phil Huffman    | TOR    | 18    |
| ERA               | Ron Guidry      | NYY    | 2.78  |
| Ponches           | Nolan Ryan      | CAL]   | 223   |
| Entradas Lanzadas | Dennis Martínez | BAL    | 292.1 |
| Juegos salvados   | Mike Marshall   | MIN    | 32    |

### Liga Nacional
Líderes de Bateo 
| Categoría           | Jugador         | Equipo | Marca |
| ------------------- | --------------- | ------ | ----- |
| Porcentaje de bateo | Keith Hernandez | STL    | .344  |
| Cuadrangulares      | Dave Kingman    | CHC    | 48    |
| Carreras Impulsadas | Dave Winfield   | SDP    | 118   |
| Carreras Anotadas   | Keith Hernandez | STL    | 116   |
| Hits                | Garry Templeton | STL    | 211   |
| Robo de Bases       | Omar Moreno     | PIT    | 77    |

Líderes de Pitcheo 
| Categoría         | Jugador                | Equipo  | Marca |
| ----------------- | ---------------------- | ------- | ----- |
| Victorias         | Joe Niekro Phil Niekro | HOU ATL | 21    |
| Derrotas          | Phil Niekro            | ATL     | 20    |
| ERA               | J. R. Richard          | HOU     | 2.71  |
| Ponches           | J. R. Richard          | HOU     | 313   |
| Entradas Lanzadas | Phil Niekro            | ATL     | 342   |
| Juegos salvados   | Bruce Sutter           | CHC     | 37    |